# Kreis Striegau
| Kreis Striegau                   | Kreis Striegau                                    |
| -------------------------------- | ------------------------------------------------- |
| Preußische Provinz               | Schlesien (1816–1919) Niederschlesien (1919–1932) |
| Regierungsbezirk                 | Breslau                                           |
| Kreisstadt                       | Striegau                                          |
| Fläche                           | 299,7 km² (1910)                                  |
| Einwohner                        | 44.847 (1925)                                     |
| Bevölkerungsdichte               | 149 Einwohner/km² (1925)                          |
|                                  |                                                   |
| Lage des Kreises Striegau (1905) |                                                   |

Der Kreis Striegau war von 1742 bis 1932 ein preußischer Landkreis in Schlesien. Seine Kreisstadt war die Stadt Striegau. Das frühere Kreisgebiet liegt seit 1945 in der Woiwodschaft Niederschlesien in Polen.

## Verwaltungsgeschichte
Nach der Eroberung des größten Teils von Schlesien durch Preußen im Jahre 1741 wurden durch die königliche Kabinettsorder vom 25. November 1741 in Niederschlesien die preußischen Verwaltungsstrukturen eingeführt. Dazu gehörte die Einrichtung zweier Kriegs- und Domänenkammern in Breslau und Glogau sowie deren Gliederung in Kreise und die Einsetzung von Landräten zum 1. Januar 1742.
Im Fürstentum Schweidnitz, einem der schlesischen Teilfürstentümer, wurden aus alten schlesischen Weichbildern die vier preußischen Kreise Bolkenhain-Landeshut, Reichenbach, Schweidnitz und Striegau gebildet. Als erster Landrat des Kreises Striegau wurde Johann Friedrich von Seidlitz eingesetzt. Der Kreis Striegau unterstand der Kriegs- und Domänenkammer Breslau, bis er im Zuge der Stein-Hardenbergischen Reformen 1815 dem Regierungsbezirk Reichenbach der Provinz Schlesien zugeordnet wurde.
Im Rahmen von Grenzregulierungen zwischen den Regierungsbezirken Reichenbach und Liegnitz wechselten 1817 das Dorf Poselwitz aus dem Kreis Striegau in den Kreis Liegnitz und 1818 die Dörfer Panzkau und Simsdorf aus dem Kreis Liegnitz in den Kreis Striegau. Anlässlich der Kreisreform vom 1. Januar 1818 im Regierungsbezirk Breslau erhielt der Kreis Striegau die Dörfer Bockau, Ebersdorf und Pitschen vom Kreis Neumarkt und gab im Gegenzug die Dörfer Buchwald, Diezdorf, Michelsdorf, Nieder und Ober Dambritsch, Nieder und Ober Moys und Obsendorf an den Kreis Neumarkt ab. Nach der Auflösung des Regierungsbezirks Reichenbach wurden der Kreis Striegau am 1. Mai 1820 dem Regierungsbezirk Breslau zugeteilt.
Seit dem 1. Juli 1867 gehörte der Kreis zum Norddeutschen Bund und ab dem 1. Januar 1871 zum Deutschen Reich. Am 8. November 1919 wurde die Provinz Schlesien aufgelöst und aus den Regierungsbezirken Breslau und Liegnitz die neue Provinz Niederschlesien gebildet. Am 30. September 1928 wurden im Kreis Striegau entsprechend der Entwicklung im übrigen Freistaat Preußen alle Gutsbezirke aufgelöst und benachbarten Landgemeinden zugeteilt.
Zum 1. Oktober 1932 wurde der Kreis Striegau aufgelöst; Grund waren Sparmaßnahmen infolge der Weltwirtschaftskrise. Die Landgemeinden Beckern, Bertholdsdorf, Bockau, Damsdorf, Diesdorf, Dromsdorf-Lohnig, Ebersdorf, Eisendorf, Förstchen, Gäbersdorf, Guckelhausen, Hulm, Körnitz, Kuhnern, Lederose, Lüssen, Metschkau, Neuhof, Ossig, Panzkau, Pfaffendorf, Pitschen, Pläswitz, Sasterhausen, Simsdorf, Tschinschwitz und Zuckelnick kamen zum Kreis Neumarkt, während die Stadt Striegau und alle restlichen Gemeinden zum Landkreis Schweidnitz kamen.

## Einwohnerentwicklung
| Jahr | Einwohner | Quelle |
| ---- | --------- | ------ |
| 1795 | 10.681    | [ 15 ] |
| 1819 | 19.253    | [ 16 ] |
| 1846 | 27.801    | [ 17 ] |
| 1871 | 36.355    | [ 18 ] |
| 1885 | 41.075    | [ 19 ] |
| 1900 | 42.923    | [ 1 ]  |
| 1910 | 45.936    | [ 1 ]  |
| 1925 | 44.847    | [ 2 ]  |

## Landräte
1742–175900Johann Friedrich von Seidlitz (1684–1763)
1760–176200Carl Sigismund von Seidlitz (1709–1762)
1762–176400Gustav Adolf von Helmrich
1765–176700Carl Siegmund von Seidlitz (um 1710–1767)
1767–177500Hans Wolff von Falckenhayn (1719–1775)

1775–181300Christian Ferdinand von Richthofen (1743–1813)
1813–181800Sigismund von Hocke
1818–183400Carl von Richthofen
1835–184900Carl Ruprecht
1850–187000Richard von Rohrscheidt (1811–1893)
1870–188800Oswald von Koschembahr
1888–190300Günther von Klitzing (1857–1902)
1903–191800Siegfried von Richthofen
1918–191900Karl von Richthofen (1872–1949) (kommissarisch)
1919–193200Karl Daubenthaler (1876–1937)

## Gemeinden
Der Kreis Striegau umfasste zuletzt eine Stadt und 55 Landgemeinden:
| - Barzdorf - Beckern - Bertholdsdorf - Bockau - Damsdorf - Diesdorf - Dromsdorf-Lohnig - Ebersdorf - Eisdorf - Eisendorf - Fehebeutel - Förstchen - Gäbersdorf - Gräben | - Groß Rosen - Grunau - Guckelhausen - Günthersdorf - Gutschdorf - Haidau - Halbendorf - Häslicht - Hoymsberg - Hulm - Järischau - Klein Rosen - Kohlhöhe - Körnitz | - Kuhnern - Laasan - Lederose - Lüssen - Metschkau - Muhrau - Neuhof - Nieder Streit - Niklasdorf - OberStreit - Ölse - Ossig - Panzkau - Pfaffendorf | - Pilgramshain - Pitschen - Pläswitz - Preilsdorf - Rauske - Sasterhausen - Simsdorf - Stanowitz - Striegau, Stadt - Teichau - Thomaswaldau - Tschinschwitz - Ullersdorf - Zuckelnick |

Vor 1932 fanden im Kreis die folgenden Eingemeindungen statt:
- Mittel Gutschdorf, am 4. Januar 1923 zu Gutschdorf
- Nieder Gutschdorf, am 4. Januar 1923 zu Gutschdorf
- Riegel, 1928 zu Simsdorf
- Taubnitz, 1928 zu Diesdorf